# Blum
Blum város az USA Texas államában, Hill megyében. Lakosainak száma 383 fő (2020. április 1.).

## Népesség
A település népességének változása:
| Lakosok száma | 399  | 444  | 383  |
|               | 2000 | 2010 | 2020 |